# Rada miasta Częstochowy
Rada Miasta Częstochowy – organ stanowiący i kontrolny gminy Częstochowa, istniejący kilkukrotnie w różnych okresach historii miasta, począwszy od jego utworzenia w 1826 roku.
Od IV kadencji (2002-2006) Rada Miasta Częstochowy składa się z 28 członków (wcześniej 50), wybieranych zgodnie z polską ordynacją na czteroletnie kadencje. Od kadencji 2018-2023 kadencje są pięcioletnie.
Obecnie (kadencja 2018-2023) zasiadają w niej przedstawiciele SLD (12), PiS (8), lokalnego ugrupowania Wspólnie dla Częstochowy (5) i KO (3). Koalicję w radzie utworzyło SLD, WdCz i KO.

## Skład Rady poszczególnych kadencji
| Klub                                                | I kadencja 1919-1925 | II kadencja 1925-1927 | III kadencja 1927-1930 | IV kadencja 1934-1939 |
| --------------------------------------------------- | -------------------- | --------------------- | ---------------------- | --------------------- |
| PPS                                                 | 6 (13,95%)           | 9 (20,93%)            | ?                      | 12 (25,00%)           |
| Lewica Klasowych Związków Zawodowych (komuniści)    | –                    | 3 (6,98%)             | ?                      | –                     |
| Niezależna Socjalistyczna Partia Pracy              | –                    | 1 (2,33%)             | ?                      | –                     |
| Blok Demokratyczny / Polski Blok Gospodarczy (BBWR) | –                    | –                     | 2 (4,76%)              | 14 (29,16%)           |
| Narodowy KW                                         | 25 (58,14%)          | –                     | ?                      | –                     |
| Zjednoczony Chrześcijański KW                       | –                    | 18 (41,86%)           | 17 (40,48%)            | 13 (27,08%)           |
| Chrześcijańska Demokracja                           | –                    | –                     | ?                      | 1 (2,08%)             |
| NPR-Zjednoczenie Zawodowe Polskie                   | –                    | 3 (6,98%)             | ?                      | –                     |
| Zjednoczony Żydowski KW                             | 5 (11,63%)           | 6 (13,96%)            | ?                      | 3 (6,25%)             |
| Zjednoczenie Żydowskie Blok Gospodarczy             | –                    | –                     | –                      | 5 (9,10%)             |
| inne komitety żydowskie                             | 7 (16,28%)           | 3 (6,98%)             | –                      | –                     |
| SUMA                                                | 43 (100%)            | 43 (100%)             | 42 (100%)              | 48 (100%)             |

| Klub                     | I kadencja 1990-1994 | II kadencja 1994-1998 | III kadencja 1998-2002 | IV kadencja 2002-2006 | V kadencja 2006-2010 | VI kadencja 2010-2014 | VII kadencja 2014-2018 | VIII kadencja 2018-2024 | VIII kadencja 2024-2029 |
| ------------------------ | -------------------- | --------------------- | ---------------------- | --------------------- | -------------------- | --------------------- | ---------------------- | ----------------------- | ----------------------- |
| SLD                      | –                    | 18 (36,00%)           | 25 (50,00%)            | 14 (50,00%)           | 7 (25,00%)           | 10 (35,71%)           | 9 (26,59%)             | 12                      | 6 (19,66%)              |
| PO / KO (od 2018)        | –                    | –                     | –                      | –                     | 8 (28,57%)           | 9 (32,14%)            | 5 (17,65%)             | 3 (z 5)                 | 7 (22,85%)              |
| PiS                      | –                    | –                     | –                      | 5 (17,86%)            | 6 (21,43%)           | 5 (17,86%)            | 10 (29,77%)            | 8 (z 10)                | 9 (27,39%)              |
| PSL                      | –                    | 1 (2,00%)             | –                      | –                     | –                    | –                     | 0 (6,48%)              |                         | 2 (10,03%) – TD         |
| Wspólnota Samorządowa    | –                    | –                     | –                      | 9 (32,14%)            | 7 (25,00%)           | 4 (14,29%)            | –                      |                         |                         |
| Mieszkańcy Częstochowy   | –                    | –                     | –                      | –                     | –                    | –                     | 4 (13,69%)             |                         |                         |
| Wspólnie dla Częstochowy |                      |                       |                        |                       |                      |                       |                        | 5 (z 1)                 | 1 (7,72%)               |
| AWS                      | –                    | –                     | 21 (42,00%)            | –                     | –                    | –                     | –                      |                         |                         |
| „Solidarność”            | 45 (90,00%)          | –                     | –                      | –                     | –                    | –                     | –                      |                         |                         |
| Liga Miejska             | –                    | 14 (28,00%)           | –                      | –                     | –                    | –                     | –                      |                         |                         |
| UW                       | –                    | 6 (12,00%)            | –                      | –                     | –                    | –                     | –                      |                         |                         |
| inni                     | 5 (10,00%)           | 10 (20,00%)           | 4 (8,00%)              | –                     | –                    | –                     | 0 (5,82%)              |                         |                         |
| SUMA                     | 50 (100%)            | 50 (100%)             | 50 (100%)              | 28 (100%)             | 28 (100%)            | 28 (100%)             | 28 (100%)              | 28 (100%)               | 25 (100%)               |

## Lista przewodniczących Rady Miasta Częstochowy
| Nazwisko        | Przynależność                | Data rozpoczęcia | Data zakończenia |
| --------------- | ---------------------------- | ---------------- | ---------------- |
| I kadencja      |                              |                  |                  |
| Stanisław Nowak | Narodowy Komitet Wyborczy    | 1919             | 1925             |
| II kadencja     |                              |                  |                  |
| Julian Bugajski | Polska Partia Socjalistyczna | 1925             | 1927             |
| III kadencja    |                              |                  |                  |
| Julian Bugajski | Polska Partia Socjalistyczna | 1927             | 1930             |
| IV kadencja     |                              |                  |                  |
| ?               |                              | 1934             | 1939             |

| Nazwisko              | Przynależność                | Data rozpoczęcia     | Data zakończenia      |
| --------------------- | ---------------------------- | -------------------- | --------------------- |
| I kadencja            |                              |                      |                       |
| Jerzy Zając           |                              | 5 czerwca 1990       | 10 maja 1991          |
| Teodor Harabasz       |                              | 10 maja 1991         | 27 maja 1994          |
| II kadencja           |                              |                      |                       |
| Ewa Maria Janik       | Sojusz Lewicy Demokratycznej | 4 lipca 1994         | 21 września 1995      |
| Sławomir Gliński      |                              | 23 października 1995 | 19 czerwca 1998       |
| III kadencja          |                              |                      |                       |
| Wiesław Wiatrak       |                              | 30 października 1998 | 27 października 2002  |
| IV kadencja           |                              |                      |                       |
| Ryszard Szczuka       |                              | 19 listopada 2002    | 27 października 2006  |
| V kadencja            |                              |                      |                       |
| Piotr Kurpios         | Platforma Obywatelska        | 2006                 | 10 grudnia 2009       |
| Ewa Pachura           | Platforma Obywatelska        | 10 grudnia 2009      | 12 listopada 2010     |
| VI kadencja           |                              |                      |                       |
| Marek Balt            | Sojusz Lewicy Demokratycznej | 10 grudnia 2010      | 24 października 2011  |
| p.o. Jerzy Nowakowski | Prawo i Sprawiedliwość       | 24 października 2011 | 22 listopada 2011     |
| Zdzisław Wolski       | Sojusz Lewicy Demokratycznej | 22 listopada 2011    | nadal w VII kadencji  |
| VII kadencja          |                              |                      |                       |
| Zdzisław Wolski       | Sojusz Lewicy Demokratycznej | od VI kadencji       | nadal w VIII kadencji |
| VIII kadencja         |                              |                      |                       |
| Zdzisław Wolski       | Sojusz Lewicy Demokratycznej | od VI kadencji       | 13 października 2019  |
| Zbigniew Niesmaczny   | Sojusz Lewicy Demokratycznej | 21 listopada 2019    | nadal                 |

## Historia
W wyniku połączenia Starej Częstochowy i Nowej Częstochowy miasto uzyskało przywilej organizacji władz miejskich według zasad zarezerwowanych dla miast wojewódzkich. Prezydentem miasta został Józef Gąsiorowski, pierwszym radnym dotychczasowy burmistrz Starej Częstochowy Jan Muszyński, a drugim radnym dotychczasowy kasjer Tomasz Mientzer. Skład władz nie zmienił się do powstania listopadowego.
Na początku grudnia 1830 r. powołane komitet obywatelski, który przejął funkcje administracyjne, odsuwając od nich prezydenta Gąsiorowskiego. Sprzeciwiła się temu jednak rada obywatelska województwa kaliskiego, która rozwiązała komitet i utworzyła w jego miejsce nowy trzyosobowy komitet niemający prawa ingerować w sprawy administracyjne miasta. 20 czerwca 1831 roku przeprowadzone zostały na nowych zasadach wybory do demokratycznej rady municypalnej, która działała do zajęcia miasta przez wojska rosyjskie, które przywróciły stary ustrój.
W 1861 r. ukaz carski ustanowił w Polsce rady miejskie, powiatowe i gubernialne. Na podstawie tego prawa 2 kwietnia 1861 roku utworzona została w Częstochowie rada miejska złożona z ośmiu członków, przewodził jej prezydent. Początkowo był nim Walerian Grochowski, ale krytykowany za oportunizm wobec władzy, został zastąpiony w lipcu 1861 roku przez Stanisława Łąckiego. Sekretarzem rady został Julian Kalinka, a pozostałymi jej członkami byli Aleksander Ferencewicz, Leon Wodziński, Jan Stasiakowski, Władysław Bonasiewicz, Maciej Trojanowski i Berek Kohn.
Do ważnych decyzji ówczesnej rady miasta należała likwidacja ograniczeń w osiedlaniu się ludności żydowskiej. Częstochowa stała się w tej kwestii pionierem w skali kraju, a podobna decyzja na szczeblu centralnym została wydana dopiero rok później dekretem margrabiego Wielopolskiego.
Kompetencje rady były jednak ograniczone i sprowadzały się głównie do przedstawiania władzom powiatowym i gubernialnym postulatów, w związku z tym rada miejska zaczęła domagać się rozszerzenia swych kompetencji i podjęła krytykę Rady Administracyjnej Królestwa Polskiego oraz ogłosiła w związku z tym swoją dymisję uznając, że istnienie rad w takim kształcie za bezcelowe (6 grudnia 1862 r.). Było to jedyne tego typu wystąpienie w całej Polsce.
W czasie okupacji niemieckiej podczas I wojny światowej miasto ponownie uzyskało samorząd miejski. Rada miasta została utworzona z dniem 1 lipca 1915 roku, a w kwietniu 1917 r. odbyły się wybory do nowej rady miasta, która wybrała polskiego burmistrza miasta – dr. Józefa Marczewskiego. W październiku tego samego roku rada miejska zażądała od władz okupacyjnych zgody na likwidację pomnika cara Aleksandra II, na co zgodę wyraził generał-gubernator warszawski Hans Hartwig von Beseler.
Tymczasowe władze miejskie istniały do wyborów samorządowych z marca 1919 roku. W wyborach tych na trzyletnią kadencję wybrano władze zdominowane przez prawicę i centrum. W 1922 roku kadencja samorządu została przez Sejm przedłużona o kolejne trzy lata, co spowodowało w mieście strajki. Po przeprowadzonych w 1925 roku wyborach zwycięski Chrześcijański Komitet Wyborczy musiał liczyć się z mającą tyle samo miejsc w radzie koalicją lewicową. Efektem pata było kompromisowe podzielenie władzy. Prezydentem został przedstawiciel prawicy, a jego zastępcą reprezentant lewicy. Skonfliktowane władze miejskie zostały po niecałych dwóch latach zawieszone przez MSW, które wprowadziło rządy komisaryczne. W wyborach z października 1927 roku wygrała zdecydowanie lewica skupiona wokół PPS i wspierające ją komitety żydowskie. Zdominowany przez lewicę Zarząd Miasta był niewygodny dla władz państwowych, został więc zawieszony w 1930 roku i zastąpiony przez rządy komisaryczne, które trwały do 1936 roku.
Po zakończeniu niemieckiej okupacji podstawą prawną do powołania władz miejskich został dekret PKWN z 23 listopada 1944 r. o organizacji i zakresie działania samorządu terytorialnego, zgodnie z którym organem uchwałodawczym była miejska rada narodowa, a wykonawczym zarząd miejski.
Zarząd miejski w miastach wydzielonych składał się z prezydenta, wiceprezydentów i 3-6 pozostałych członków zarządu. Prezydenci miasta pełnili jednocześnie funkcję starostów grodzkich i jako tacy podlegali wojewodzie. Organizacja administracji terenowej w latach 1945–1948 opierała się na strukturze przejętej z okresu międzywojennego, z wprowadzonymi do niej niewielkimi modyfikacjami, a dopiero w 1948 r. Ministerstwo Administracji Publicznej opracowało statuty zarządów miejskich dla różnych typów miast i był to obwiązujący model w latach 1949–1950, choć w 1949 Ministerstwo Administracji Publicznej dokonało jeszcze pewnych zmian w strukturze zarządów miejskich. Zarząd miał również za zadanie obsługę biura Miejskiej Rady Narodowej.
Rady Narodowe były wybieralnymi, samorządowymi organami uchwałodawczymi, ale funkcjonowały na zasadzie hierarchicznego podporządkowania. W miastach wydzielonych liczących ponad 100 tys. mieszkańców, rady składały się z 56 radnych, spośród których wybierano Prezydium MRN, które tworzyli: przewodniczący, jego zastępcy oraz 3 członkowie. W Częstochowie Miejska Rada Narodowa ukonstytuowała się zaraz po zakończeniu okupacji niemieckiej, a jej pierwsze posiedzenie MRN odbyło się 20 stycznia 1945 r. przy ul. Sobieskiego 50.
Ta struktura administracji terenowej funkcjonowała do kwietnia 1950 r., kiedy weszła w życie ustawa z 20 marca 1950 r. o terenowych organach jednolitej władzy państwowej.